# شهرستان آق‌بوغدای
شهرستان آق‌بوگدای (به ترکمنی: Ak bugdaý etraby، آق بوُغدای اطرابیٛ)، سابقا تا آوریل ۱۹۷۷ شهرستان گاورس (به ترکمنی: Gäwers etraby، گأورس اطرابیٛ) یک شهرستان در ترکمنستان است که در استان آخال واقع شده‌است.
نام شهرستان در ترکمنی به معنای «گندم سفید» می باشد.

## تقسیمات اداری
شهرستان آق‌بوغدای شامل یک شهر، چهار شهرک، و سیزده شورای روستایی می‌باشد.
- شهرها (şäherler / شأهرلر)
  - آب‌نو (Änew / أنو)

- شهرک‌ها (şäherçeler / شأهرچه‌لر)
  - برقرار (Berkarar / برقارار)
    - شامل بابادورمز (Babadurmaz / بابادوُرماز)

  - برکت‌لی زمان (Bereketli zaman / برکت‌لی زامان)
    - شامل ایستگاه گاورس (Gäwers bekedi / گأورس بکه‌دی)
    - گاورس (Gäwers / گأورس)

  - بوقورداق (Bokurdak / بوْقوُرداق)
    - شامل اوراز (Oraz / اوْراز)
    - ایشک‌سیین (Eşeksiýen / اشک‌سییَن)
    - بوستی (Bussy / بوُسّی)
    - چالش (Çalyş / چالیٛش)
    - چورچوری (Çürçüri / چوٚرچوٚری)
    - قارری‌جه (Garryja / قارریٛ‌جا)
    - قارغالانگ‌دینگلی‌سی (Gargalaňdiňlisi / قارغالانگ‌دینگلی‌سی)
    - قره‌بردی‌ (Garaberdi / قارابردی)
    - قوشاق‌قزل‌تاقیر (Gowşakgyzyltakyr / قوْوشاق‌قیٛزیٛل‌تاقیٛر)
    - میل‌لی‌قزل‌تاقیر (Myllygyzyltakyr / میٛل‌لیٛ‌قیٛزیٛل‌تاقیٛر)
    - نامرد (Namart / نامارت)
    - یربند (Ýerbent / یربنت)

  - یاشلیق (Ýaşlyk / یاشلیٛق)
    - ‌ شامل آق‌سو (Aksuw / آق‌سوُو)
    - آق‌یایله (Akýaýla / آق‌یایلا)
    - ایستگاه یاشلیق (Ýaşlyk bekedi / یاشلیٛق بکه‌دی)
    - بالیق‌چی (Balykçy / بالیٛق‌چیٛ)

- شوراهای روستایی (oba geňeşlikleri / اوْبا گنگشلیکلری)
  - برکت (Bereket / برکت)
    - برکت (Bereket / برکت)

  - برکت‌لی (Bereketli / برکت‌لی) 
    - برجاق‌لی (Borjakly / بوْرجاق‌لیٛ)
    - بکری (Bükri / بوٚکری)
    - دینگ‌لی (Diňli / دینگ‌لی)
    - ‌ ساقارچگه (Sakarçäge / ساقارچأگه)
    - ‌ سوزن‌لی (Sözenli / سؤزن‌لی)
    - قامشلی (Gamyşly / قامیٛشلیٛ)
    - ‌ قزل‌تاقیر (Gyzyltakyr / قیٛزیٛل‌تاقیٛر)
    - گوگردلی (Kükürtli / کوٚکوٚرتلی)

  - برون‌اوجار (Burunojar / بوُروُن‌اوْجار)
    - مکان (Mekan / مکان)

  - بوغدای‌لی (Bugdaýly / بوُغدای‌لیٛ)
    - بوغدای‌لی (Bugdaýly / بوُغدای‌لیٛ)
    - تغای خواجه‌لیغی (Tokaý hojalygy / توْقای حوْجالیٛغیٛ)
    - ساریق (Saryk / ساریٛق)
    - کورچای (Körçay / کؤرچای)

  - تازه‌دورموش (Täzedurmuş / تأزه‌دوٚرموٚش) 
    - تازه‌دورموش (Täzedurmuş / تأزه‌دوٚرموٚش)
    - توقفگاه ۸۷-ام (87-nji duralga / ۸۷-نجی دوُرالغا)
    - توقفگاه ۸۸-ام (88-nji duralga / ۸۸-نجیٛ دوُرالغا)
    - سووت‌لی (Söwütli / سؤووٚت‌لی)
    - قره‌نور (Garanur / قارانوُر)

  - صحرا (Sähra / صأحرا)
    - دریا (Derýa / دریا)
    - صحرا (Sähra / صأحرا)

  - فراغت (Parahat / پاراحات)
    - فراغت (Parahat / پاراحات)

  - قارری‌چیرله قازیق‌لی (Garryçyrla Gazykly  / قارریٛ‌چیٛرلا قازیٛق‌لیٛ) 
    - حاجی‌قلی (Hajyguly / حاجیٛ‌قوُلیٛ)
    - شیطان (Şeýtan / شیطان)
    - قوری‌هودان (Guryhowdan / قوُریٛ‌هوْودان)
    - قیصی (Gysy / قیٛصیٛ)
    - کرپیچ‌لی (Kerpiçli / کرپیچ‌لی)
    - ملاقربان (Mollagurban / موْلّاقوُربان)

  - قره‌داماق (Garadamak / قاراداماق)
    - دواءلی (Dawaly / داوالیٛ)

  - قره‌قوم (Garagum / قاراقوُم) 
    - قره‌قوم (Garagum / قاراقوُم)

  - گامی (Gämi / گأمی)
    - اگرکک‌لی (Agerkekli / اگرکک‌لی)
    - اونگ‌آلدی (Oňaldy / اوْنگ‌آلدیٛ)
    - تازه‌اوبه (Täzeoba / تأزه‌اوْبا)
    - قزل‌سقّال (Gyzylsakgal / قیٛزیٛل‌ساقغال)
    - قزل‌گوز (Gyzylgöz / قیٛزیٛل‌گؤز)
    - قسم‌لی جلگه (Kasamly jülge / قاسام‌لیٛ جوٚلگه)
    - کسیک‌برون (Kesikburun / کسیک‌بوُروُن)
    - کله‌لی (Kelleli / کلّه‌لی)
    - گامی (Gämi / گأمی)
    - گینگ‌اوی (Giňoý / گینگ‌اوْی)
    - نارلی (Narly / نارلیٛ)
    - یکه‌توت (Ýeketut / یکه‌توُت)

  - مختوم‌قلی (Magtymguly adyndaky / ماغتیٛم‌قوْلی آدیٛنداقیٛ) 
    - مختوم‌قلی (Magtymguly adyndaky / ماغتیٛم‌قوْلی آدیٛنداقیٛ)

  - ‌ یاشیل‌تپه (Ýaşyldepe / یاشیٛل‌دپه)
    - ‌ یاشیل‌تپه (Ýaşyldepe / یاشیٛل‌دپه)